# Freden i Szatmár
Szatmártraktaten (eller Freden i Szatmár) blev underskrevet den 30. april 1711 af Karl VI, de ungarske øverstkommanderende Sándor Károlyi og János Pálffy. Baseret på vilkårene i overenskomsten lovede Karl at vedligeholde integriteten af både transsylvanske og ungarske bebyggelser. Derudover afsluttede overenskomsten officielt kurucok-optæjerne ført af Frans II Rákóczi. Virkningen af traktaten blev tydelig den 1. maj 1711, da 12.000 tidligere fortalere for Rákóczi svor troskab til det habsburgske dynasti i felten uden for Majtény i Szatmár.